# Чистоозёрный район
Чистоозёрный райо́н — административно-территориальная единица (район) и муниципальное образование (муниципальный район) в Новосибирской области России.
Административный центр — рабочий посёлок Чистоозёрное.

## География
Район расположен в юго-западной части Новосибирской области в пределах Барабинской низменности (междуречье рек Обь и Иртыш) и Кулундинской степной зоны.
Граничит с Купинским, Чановским и Татарским районами Новосибирской области, Омской областью и Казахстаном.
Территория района по данным на 2008 год — 568,8 тыс. га, в том числе сельхозугодья — 372,6 тыс. га (65,5 % территории). В районе большое количество озёр: всего 214 озёр, в основном, солонцовых. Пресных озёр — 104, как минимум в семи из них обитает карась.

## Геологическое строение
Чистоозёрный район расположен на юго-западе Барабинской низменности Западно-Сибирской равнины в пределах эпигерцинской Западно-Сибирской плиты, фундамент которой сложен палеозойскими отложениями. В восточной части района проходит Чановско-Демьяновский трансформный разлом. Он покрыт чехлом рыхлых морских и континентальных мезо-кайнозойских пород (глин, песчаников) общей мощностью от 2000 до 3000 метров, нередко прикрытых суглинками, верхнеплейстоценовыми лёссовыми и голоценовыми озёрными отложениями. Четвертичные рельефообразующие покровы озёрно-аллювиального происхождения. В северо-восточной части района расположены месторождения красной кирпичной глины.
В манжете рыхлых отложений заключены горизонты подземных вод — пресных и минерализованных (в том числе рассола), на западе района встречаются также горячие (до 10—15° С) воды.
Район представляет собой пластово-аккумулятивную субгоризонтальную равнину, созданную преимущественно новейшими опусканиями на рыхлых неоген-четвертичных отложениях. Рельеф района гривно-лощинный, с средними высотами от 100 до 125 метров, максимальная высота — Корявая Грива (121 метр над уровнем моря), направление грив ЮЗ-СВ.
Предположительно в поздней юре территория Западно-Сибирской равнины, включая территорию Чистоозерного района, затапливалась в результате опускания блока плиты, далее в раннем меле шло поднятие, и внутриконтинентальное море отступало. В начале эоцена шло затопление территории, это продолжалось недолго, в связи с перемещением зоны засушливого климата на юг и за пределы Западной Сибири. В результате чего неоднократно происходило затопление и осушение территории, что в итоге привело к образованию большого количества суглинков.

## История
Первые русские поселения на территории района — Редкий, Юдино, Канавы — возникли в конце XVII века в окрестностях озера Чаны, что позволило их жителям заниматься помимо сельского хозяйства рыболовством и охотой.
Большинство крупных сёл основано в конце XIX — начале XX веков: Журавка (1896), Романовка (1897), Павловка (1907), Барабо-Юдино (1907), Новокрасное (1908).
Коренным образом на развитие района повлияло строительство в 1914 году железной дороги из Татарска в Кулунду. Дорога прошла в стороне от села Юдино, началось бурное развития села Чистоозёрное. Ещё одним поворотным моментом в жизни села стало осушение Юдинского плёса озера Чаны в 1970-е годы, которое привело к запустению старейших сёл, располагавшихся по берегам плёса.
В 1925 году был образован Юдинский район с центром в селе Юдино в составе Барабинского округа Сибирского края. В 1930 году Сибирский край был разделён на западную и восточную части, и Юдинский район оказался в составе Западно-Сибирского края (округа были при этом упразднены). В 1935 году райцентр был перенесён в село Чистоозёрное, а район переименован в Чистоозёрный. В 1937 году район был включён в состав новообразованной Новосибирской области. Современные границы район приобрёл в 1965 году.

## Достопримечательности

### Природные достопримечательности
- озера Лечебное, Островное и Горькое с лечебными грязью и водой;

#### Особо охраняемые территории
- Заказник «Юдинский» (охрана водоплавающей птицы);
- Озерно-займищный природный комплекс (памятник природы);
- Солончаковая степь с озерно-займищным комплексом, памятник природы местного значения — озеро «Лечебное».

### Рукотворные достопримечательности
- Церковь Покрова Пресвятой Богородицы, постройка конца 19 — начала 20 века по заказу Акмолинской епархии (с. Покровка);
- Сельская картинная галерея, где хранится более 300 авторских работ(с. Журавка);
- Сельская картинная галерея, где представлены картины 12 известных сибирских художников (с. Елизаветинка);
- Краеведческий музей (р.п. Чистоозерное);
- Два дома купцов Поповых расположенных из розового и тёмного кирпича, постройка XIX века (с. Чаячье);
- Пристанционная водонапорная башня, памятник архитектуры эпохи стиля модерн, постройка начала XX века (р.п. Чистоозерное).

## Население
| 2002    | 2009    | 2010    | 2011    | 2012    | 2013    | 2014    |
| ------- | ------- | ------- | ------- | ------- | ------- | ------- |
| 22 444  | ↘20 543 | ↘20 291 | ↘19 575 | ↘19 093 | ↘18 709 | ↘18 342 |
| 2015    | 2016    | 2017    | 2018    | 2019    | 2020    | 2021    |
| ↘18 097 | ↘17 883 | ↘17 577 | ↘17 372 | ↘17 113 | ↘16 855 | ↘14 246 |

### Урбанизация
В городских условиях (рабочий посёлок Чистоозёрное) проживают 37,7 % населения района.

## Муниципально-территориальное устройство
В муниципальный район входят 17 муниципальных образований, в том числе 1 городское поселение и 16 сельских поселений.
| №        | Муниципальное образование    | Административный центр       | Количество населённых пунктов | Население (чел.) | Площадь (км²) |
| -------- | ---------------------------- | ---------------------------- | ----------------------------- | ---------------- | ------------- |
| 1e-06    | Городское поселение:         |                              |                               |                  |               |
| 1        | рабочий посёлок Чистоозёрное | рабочий посёлок Чистоозёрное | 5                             | ↘6363            | 393,92        |
| 1.000002 | Сельские поселения:          |                              |                               |                  |               |
| 2        | Барабо-Юдинский сельсовет    | село Барабо-Юдино            | 5                             | ↘648             | 650,11        |
| 3        | Варваровский сельсовет       | село Варваровка              | 1                             | ↘460             | 210,58        |
| 4        | Елизаветинский сельсовет     | село Елизаветинка            | 2                             | ↘458             | 186,47        |
| 5        | Журавский сельсовет          | село Журавка                 | 1                             | ↘815             | 268,59        |
| 6        | Ишимский сельсовет           | село Ишимская                | 4                             | ↘298             | 280,53        |
| 7        | Новокрасненский сельсовет    | село Новокрасное             | 2                             | ↘483             | 932,92        |
| 8        | Новокулындинский сельсовет   | село Новая Кулында           | 3                             | ↘778             | 330,16        |
| 9        | Новопесчанский сельсовет     | село Новопесчаное            | 2                             | ↘324             | 226,06        |
| 10       | Ольгинский сельсовет         | село Ольгино                 | 1                             | ↘254             | 147,81        |
| 11       | Павловский сельсовет         | село Павловка                | 3                             | ↗519             | 248,54        |
| 12       | Польяновский сельсовет       | село Польяново               | 1                             | ↘357             | 299,73        |
| 13       | Прибрежный сельсовет         | село Новопокровка            | 3                             | ↘541             | 334,69        |
| 14       | Романовский сельсовет        | село Романовка               | 3                             | ↘526             | 437,00        |
| 15       | Табулгинский сельсовет       | посёлок Табулга              | 4                             | ↘2638            | 298,24        |
| 16       | Троицкий сельсовет           | село Троицкое                | 3                             | ↘461             | 226,13        |
| 17       | Шипицынский сельсовет        | село Шипицыно                | 1                             | ↘547             | 216,36        |

### Населённые пункты
В Чистоозёрном районе 44 населённых пункта.
| №  | Населённый пункт | Тип             | Население | Муниципальное образование    |
| -- | ---------------- | --------------- | --------- | ---------------------------- |
| 1  | Барабо-Юдино     | село            | ↘335      | Барабо-Юдинский сельсовет    |
| 2  | Большая Тахта    | деревня         | ↘94       | Ишимский сельсовет           |
| 3  | Бугриновка       | деревня         | ↘49       | Барабо-Юдинский сельсовет    |
| 4  | Варваровка       | село            | ↘460      | Варваровский сельсовет       |
| 5  | Георгиевка       | деревня         | →0        | Ишимский сельсовет           |
| 6  | Елизаветинка     | село            | ↘472      | Елизаветинский сельсовет     |
| 7  | Журавка          | село            | ↘815      | Журавский сельсовет          |
| 8  | Ишимская         | село            | ↘284      | Ишимский сельсовет           |
| 9  | Канавы           | деревня         | ↘115      | Прибрежный сельсовет         |
| 10 | Лебяжинский      | посёлок         | ↘1        | Табулгинский сельсовет       |
| 11 | Малая Тахта      | деревня         | ↘39       | Романовский сельсовет        |
| 12 | Малиновка        | посёлок         | ↘74       | Романовский сельсовет        |
| 13 | Мироновка        | село            | ↘129      | Павловский сельсовет         |
| 14 | Мухино           | деревня         | ↘72       | Павловский сельсовет         |
| 15 | Новая Кулында    | село            | ↘644      | Новокулындинский сельсовет   |
| 16 | Новоалексеевка   | деревня         | ↘5        | Новопесчанский сельсовет     |
| 17 | Новокрасное      | село            | ↘599      | Новокрасненский сельсовет    |
| 18 | Новопесчаное     | село            | ↘420      | Новопесчанский сельсовет     |
| 19 | Новопокровка     | село            | ↘414      | Прибрежный сельсовет         |
| 20 | Новый Кошкуль    | деревня         | ↘62       | Троицкий сельсовет           |
| 21 | Озёрный          | посёлок         | ↘172      | Табулгинский сельсовет       |
| 22 | Олтарь           | деревня         | ↘126      | Барабо-Юдинский сельсовет    |
| 23 | Ольгино          | село            | ↘254      | Ольгинский сельсовет         |
| 24 | Ольховка         | посёлок         | ↘152      | рабочий посёлок Чистоозёрное |
| 25 | Орловка          | деревня         | ↘268      | Барабо-Юдинский сельсовет    |
| 26 | Очкино           | деревня         | ↘557      | рабочий посёлок Чистоозёрное |
| 27 | Павловка         | село            | ↘448      | Павловский сельсовет         |
| 28 | Покровка         | село            | ↘245      | Новокулындинский сельсовет   |
| 29 | Польяново        | село            | ↘357      | Польяновский сельсовет       |
| 30 | Романовка        | село            | ↘539      | Романовский сельсовет        |
| 31 | Садовый          | посёлок         | ↘0        | Барабо-Юдинский сельсовет    |
| 32 | Старый Кошкуль   | деревня         | ↘57       | Троицкий сельсовет           |
| 33 | Табулга          | посёлок         | ↗2570     | Табулгинский сельсовет       |
| 34 | Табулгинский     | посёлок         | ↘162      | Табулгинский сельсовет       |
| 35 | Троицкое         | село            | ↘445      | Троицкий сельсовет           |
| 36 | Царицыно         | деревня         | ↗24       | Новокулындинский сельсовет   |
| 37 | Цветнополье      | деревня         | ↘29       | Новокрасненский сельсовет    |
| 38 | Чаячье           | деревня         | ↘64       | Елизаветинский сельсовет     |
| 39 | Чебаклы          | деревня         | ↘93       | Прибрежный сельсовет         |
| 40 | Чистоозёрное     | рабочий посёлок | ↗5371     | рабочий посёлок Чистоозёрное |
| 41 | Шипицыно         | село            | ↘607      | Шипицынский сельсовет        |
| 42 | Юдино            | деревня         | ↘43       | рабочий посёлок Чистоозёрное |
| 43 | Яблоневка        | посёлок         | ↘465      | рабочий посёлок Чистоозёрное |
| 44 | Яминка           | деревня         | ↘48       | Ишимский сельсовет           |

1 июня 2006 года были упразднены поселки Лесной, Тимаково, Черёмушки, село Заячье, деревни Водопойное и Сибиряк.

## Экономика

### Промышленность
Главными промышленными предприятиями района являются ОАО «Мясокомбинат Чистоозерный», ООО «Радуга», в текущем году начало работу предприятие, специализирующиеся на переработке и сушке сельхозпродукции — ООО «СБА».

### Сельское хозяйство
Сельскохозяйственным производством занимаются 11 акционерных обществ, 9 сельскохозяйственных кооперативов, 75 крестьянско-фермерских хозяйств. В сельском хозяйстве занято 24 % всего работающего населения района. Основная специализация сельскохозяйственных предприятий — производство зерна, молока и мяса. Кроме того, на территории района успешно работают два садоводческих предприятия.

## Транспорт
По территории района проходит железнодорожная линия «Татарск—Карасук» Западно-Сибирской железной дороги. Протяженность автомобильных дорог — 333,8 км, из них с твердым покрытием — 205,3 км.

## Выдающиеся жители

### Почетные граждане Чистоозерного района[23]
- Холманский Иван Васильевич;
- Корушева Мария Федоровна;
- Кулешова Мария Игнатьевна;
- Гуков Петр Андреевич;
- Целько Александр Витальевич;
- Демин Геннадий Владимирович;
- Оллова Дина Васильевна;
- Розенталь Василий Александрович;
- Кукус Александр Иванович;
- Брюханов Владимир Николаевич.

### Герои Советского Союза:[24]
- Зонов Пантелей Петрович;
- Сорокин Григорий Михайлович;
- Яковлев Тимофей Алексеевич.